# Jolanda Zwoferink
Johanna Justina Augusta "Jolanda" Zwoferink (Leersum, 1969) is een Nederlands organiste en onderzoekster. Ze is Bach/Silbermann-specialiste. 

## Levensloop

### Opleiding
Jolanda Zwoferink werd op 13 november 1969 geboren in Leersum als dochter van Bert Zwoferink en Janny Wolfert. Zij kreeg van haar achtste- tot zestiende jaar orgelles van haar vader. Vervolgens nam zij orgel- en muziektheoretische lessen bij Jan van Gijn in de Grote Kerk van Apeldoorn. Zij zette haar studie voort aan het Rotterdams Conservatorium en het Brabants Conservatorium. Zij studeerde orgel bij onder meer Arie J. Keijzer, Folkert Grondsma en Charles de Wolff. Ze behaalde de diploma's Docerend en Uitvoerend Musicus en het  praktijkdiploma Kerkmuziek. Zwoferink behaalde in 2022 aan de Katholieke Universiteit en LUCA school of Arts in Leuven de graad van doctor in de kunsten. Onderwerp daarbij was: 'De orgelwerken van Johann Sebastian Bach in relatie tot het Midden-Duitse orgel, in het bijzonder de orgels van Gottfried Silbermann.' Ton Koopman en Carl van Eyndhoven waren haar promotoren.

### Loopbaan
Zwoferink geeft orgelconcerten in binnen- en buitenland. Ze maakte een aantal albums met orgelwerken van onder anderen Johann Sebastian Bach, Arie J. Keijzer en Olivier Messiaen.
Arie J. Keijzer componeerde zijn vijfde en zesde orgelsymfonie voor Zwoferink. De première van de vijfde symfonie vond plaats in de Grote of Sint-Laurenskerk te Rotterdam, die van de zesde symfonie in de Petri-Dom van Bremen, de Sint-Baafskathedraal van Gent en de Oude Kerk van Delft, alle in aanwezigheid van de componist.

### Persoonlijk
Jolanda Zwoferink is gehuwd met organist en componist Henco de Berg.

## Albums
- Jolanda Zwoferink, Stahlhuth-Jann-orgel, Saint Martin Dudelange - Olivier Messiaen, o.a. Diptique, Messe de la Pentecôte
- Jolanda Zwoferink, Stahlhuth-Jann-orgel, Saint Martin Dudelange - Olivier Messiaen, Livre du Saint Sacrement
- Jolanda Zwoferink, Marcussen-orgel, Grote of St. Laurenskerk Rotterdam - o.a.  Brahms, Demessieux en Keijzer
- Jolanda Zwoferink, Marcussen-orgel, Grote of St. Laurenskerk Rotterdam - Arie J. Keijzer,  Symfonie I
- Jolanda Zwoferink, Grandes Orgues Cavaillé-Coll, La Madeleine Paris - Arie J. Keijzer,  Symfonie IV en V
- Jolanda Zwoferink, Sauer-orgel St. Petri-Dom Bremen - Arie J. Keijzer,  Symfonie VI
- Jolanda Zwoferink, Gottfried Silbermann-orgel, Kathedrale Ss. Trinitatis (ehemalige Hofkirche) Dresden - Johann Sebastian Bach, Orgelwerke I
- Jolanda Zwoferink, Gottfried Silbermann-orgel, Kathedrale Ss. Trinitatis (ehemalige Hofkirche) Dresden - Johann Sebastian Bach, Orgelwerke II
- Jolanda Zwoferink, Gottfried Silbermann-orgel, Kathedrale Ss. Trinitatis (ehemalige Hofkirche) Dresden - Johann Sebastian Bach, Orgelwerke III
- Jolanda Zwoferink, Creuzburg-orgel Dom Duderstadt - Johann Sebastian Bach, Orgelwerke IV

## Video
- Jolanda Zwoferink, Gottfried Silbermann-orgel, Kathedrale Ss Trinitatis (ehemalige Hofkirche) Dresden - Johann Sebastian Bach, orgelwerken (artistieke presentatie, behorende bij  dissertatie 'Het Bach-orgel')(2022)

## Publicaties
- Dr. Jolanda Zwoferink, Het Bach-orgel (2022, Den Hertog, Houten)

## Podcast
- Alle registers open

Elsbeth Gruteke gaat in gesprek met Jolanda Zwoferink, Hinsz-orgel, Bovenkerk Kampen (2023, E.O.)